# Ana-Maria Crnogorčević
Ana-Maria Crnogorčević (Steffisburg, 3 oktober 1990) is een Zwitsers voetballer van Kroatische afkomst. Zij speelt als aanvaller bij FC Barcelona Femení. Daarnaast komt ze uit voor het Zwitserse vrouwenelftal.

## Clubcarrière
Op haar elfde begon Crnogorčević in haar geboorteplaats met voetballen bij FC Steffisburg. In 2004 stapte ze over naar FC Rot-Schwarz Thun, dat ze in 2009 de Zwitserse voetbalbeker hielp winnen. Ze scoorde een hattrick in de wedstrijd tegen FC Schlieren, dat met 8–0 werd verslagen. Bovendien werd ze met 24 doelpunten de topscoorder van de Super League Zwitserland. Na dit laatste seizoen bij Rot-Schwarz vertrok Crnogorčević naar Duitsland om zich voor twee jaar aan te sluiten bij Hamburger SV. Sinds 2011 is zij een van de spelers van 1. FFC Frankfurt. Met deze ploeg won zij de DFB-Pokal in 2014 en de Champions League in 2015. Na een periode bij Portland Thorns FC, dat uitkomt in de Amerikaans NWSL, werd Crnogorčević in december 2019 gecontracteerd door FC Barcelona. 

## Interlandcarrière
Crnogorčević maakte 25 doelpunten in 29 wedstrijden voor het Zwitsers voetbalelftal onder 19. Met dit team bereikte ze in Wit-Rusland de halve finale op het Europees kampioenschap onder 19 van 2009. Op 12 august dat jaar maakte zij haar debuut bij de Zwitsers seniorenploeg in een duel tegen Zweden. Mede dankzij 9 doelpunten van Ana-Maria Crnogorčević, plaatste Zwitserland zich als eerste Europese land voor het wereldkampioenschap 2015. Voorts vertegenwoordigde zij haar land op het wereldkampioenschap onder 20 van 2012 en het Europees kampioenschap van 2017, dat plaatshad in Nederland. Met haar 48 internationale goals is Crnogorčević de topscoorder onder de Zwitserse vrouwen.